# Minna Nieminen
Minna Nieminen, finska veslačica, * 31. avgust 1976, Lappeenranta.
Nieminenova je za Finsko na Poletnih olimpijskih igrah 2008 v Pekingu v lahkem dvojnem dvojcu osvojila srebrno medaljo.